# Harriet Bosse
Harriet Bosse (Christiania, 1878. február 19. – Christiania, 1961. november 2.) német származású norvég-svéd színész. Édesapja a német Johann Heinrich Bosse volt, Harriet nővérei közül Alma Fahlstrøm és Dagmar Möller is ismert előadóművész volt. Édesapja munkája miatt költöztek Stockholmba. Háromszor házasodott, egyetlen gyermeke August Strindbergtől született.

## Fontosabb filmjei
- 1919: Kameraden
- 1919: Ingmarssönerna
- 1920: Karin Ingmarsdatter
- 1936: Bombi Bitt och jag
- 1944: Appassionata
- 1944: Anna Lans